# Adelino Teixeira
Adelino Teixeira (nascido em 21 de março de 1954) é um antigo ciclista português. Tem conseguido sobretudo a Volta a Portugal (1977), o Grande Prémio Jornal de Notícias, a Volta ao Algarve (1983) ou ainda a Volta ao Alentejo (1985).

## Palmarés
- 1977
  - Volta a Portugal :
    - Classificação geral

  - 4.º e 11. ª etapas
  - 2.º da Volta ao Algarve
- 1978
  - 4.ºb etapa do Grande Prémio do Minho (contrarrelógio)
  - 2.º do Grande Prémio do Minho
  - 3.º da Volta ao Algarve
  - 3.º do Grande Prêmio Abimota
- 1979
  - 3.º da Volta ao Algarve
- 1981
  - Grande Prêmio Abimota
  - 2.º da Volta ao Algarve
  - 2.º do GP Torres Vedras
- 1982
  - 7. ª etapa da Volta ao Algarve
  - Grande Prêmio Abimota
  - 8.ºb etapa da Volta a Portugal (contrarrelógio)
  - 2.º da Volta a Portugal
- 1983
  - Grande Prémio Jornal de Notícias
  - Volta ao Algarve :
    - Classificação geral

  - 4. ª etapa
  - 5. ª etapa do GP Torres Vedras
- 1985
  - Volta ao Alentejo :
  - Classificação génétal
    -       - 3.ºb etapa (contrarrelógio)

  - 2.º do Campeonato de Portugal em estrada
- 1988
  - 3. ª etapa do Grande Prémio Juntas de Freguesia de Setúbal